# 5946 Hrozný
5946 Hrozný este un asteroid din centura principală de asteroizi.

## Descriere
5946 Hrozný este un asteroid din centura principală de asteroizi. A fost descoperit pe 28 octombrie 1984 la Observatorul Kleť de Antonín Mrkos. Asteroidul prezintă o orbită caracterizată de o semiaxă mare de 2,34 ua, o excentricitate de 0,12 și o înclinație de 2,6° în raport cu ecliptica.